# 博多千年門
博多千年門（はかたせんねんのもん）は、福岡県福岡市博多区博多駅前の承天寺通りにある門。

## 概要
博多に来た観光客を寺社町エリアへと導く「ウェルカムゲート」である。周辺には多くの寺社が存在し、博多観光案内のスタート地点になっている。
福岡市の博多部の新しいシンボルとして、地元住民などによる「博多千年門期成会」の寄付により建設が行われ、2014年3月に完成した。
中世博多の寺社様式の門は本柱2本、控え柱4本の四脚門。門構造は木造切妻本瓦葺、虹梁大瓶束様式。各部寸法は、幅8.32m、奥行8.40m、高さ8.17m、門の開口幅3.70m、本柱の円柱径0.52m、控え柱の角柱は0.42m角となっている。門扉の板材には太宰府天満宮の千年楠が使われ、鬼瓦は大宰府で発掘された鬼瓦をモチーフとしている。
福岡市が市道「承天寺通り」の再整備事業とともに建設した。この承天寺通りは昭和40年代に博多千年門そばにある寺院・承天寺境内を分断するように作られたが、再整備事業により承天寺と市道に一体感が生まれた。
博多千年門の建設と承天寺の整備が評価され、博多千年門周囲の景観は第26回（2014年度）のランドスケープ部門で福岡市都市景観賞を受賞した。
住民などで組織する博多千年門振興会が保存・活用に取り組んでおり、毎年年末にはすす払いを行っている。

## 由来
承天寺通りのある場所は旧町名を辻堂町といい、辻堂という仏堂があったことに由来する。かつて承天寺のそばには、博多と大宰府を結ぶ主要道の博多側の入り口として「辻堂口門（つじのどうぐちもん）」が存在した。
承天寺通りの再整備を検討する委員会で出された辻堂口門をモデルにシンボルとなる門を作るという提案に参加者が賛同し、2011年6月に門建設期成会の準備会が設置、2012年8月に「中世博多をモデルとした景観形成期成会」が発足した。
2012年11月に期成会が名称を募集し、翌年2月に愛称を「博多千年門」、歴史的名称として「辻堂門口」を使うことが決まった。千年の歴史を持つ博多が、今後の千年も繁栄することを願って選ばれた。
2014年10月には「博多千年」が商標登録された。

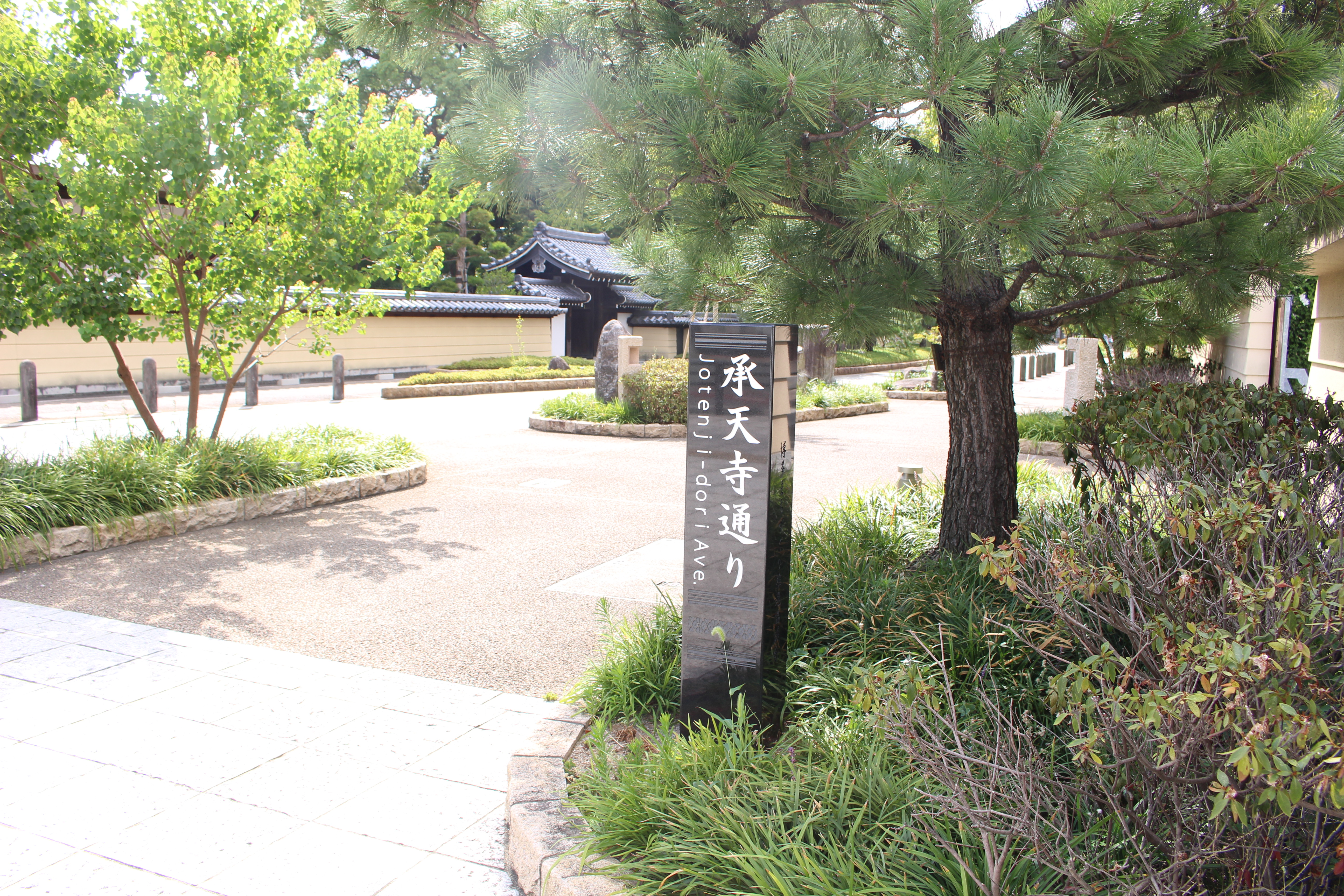
承天寺通り

## 辻堂口門
辻堂口門は博多から大宰府へ通じる道の入り口に存在していた門で、現在の承天寺山門そばの公園にあったと推定されている。江戸時代は農村部と商人の町の境となっていた。
明治時代に入ってからも存在していたが、1889年に初代博多駅建設に伴い取り壊された。
江戸時代の『筑前名所図会』（奥村玉蘭）の巻之二・博多（挿絵：作出町）にも描かれている。

## 扁額
表の門（博多駅側）の扁額に掲げられた「博多千年」の揮毫は、太宰府天満宮宮司（当時）の西高辻信良によるもの。博多千年門のモデルとなった辻堂口門からの道が太宰府につながることから実現した。
反対側の見返しにある「万年正續（まんねんしょうぞく）」は中国の禅寺・径山萬壽寺（きんざんまんじゅじ）の住職・戒興が書いた。萬壽寺は承天寺を開いた聖一国師が修行した場所。聖一国師が帰国後の1242年に萬壽寺が火災で焼失した際、博多より千枚の板を送ったとされている。

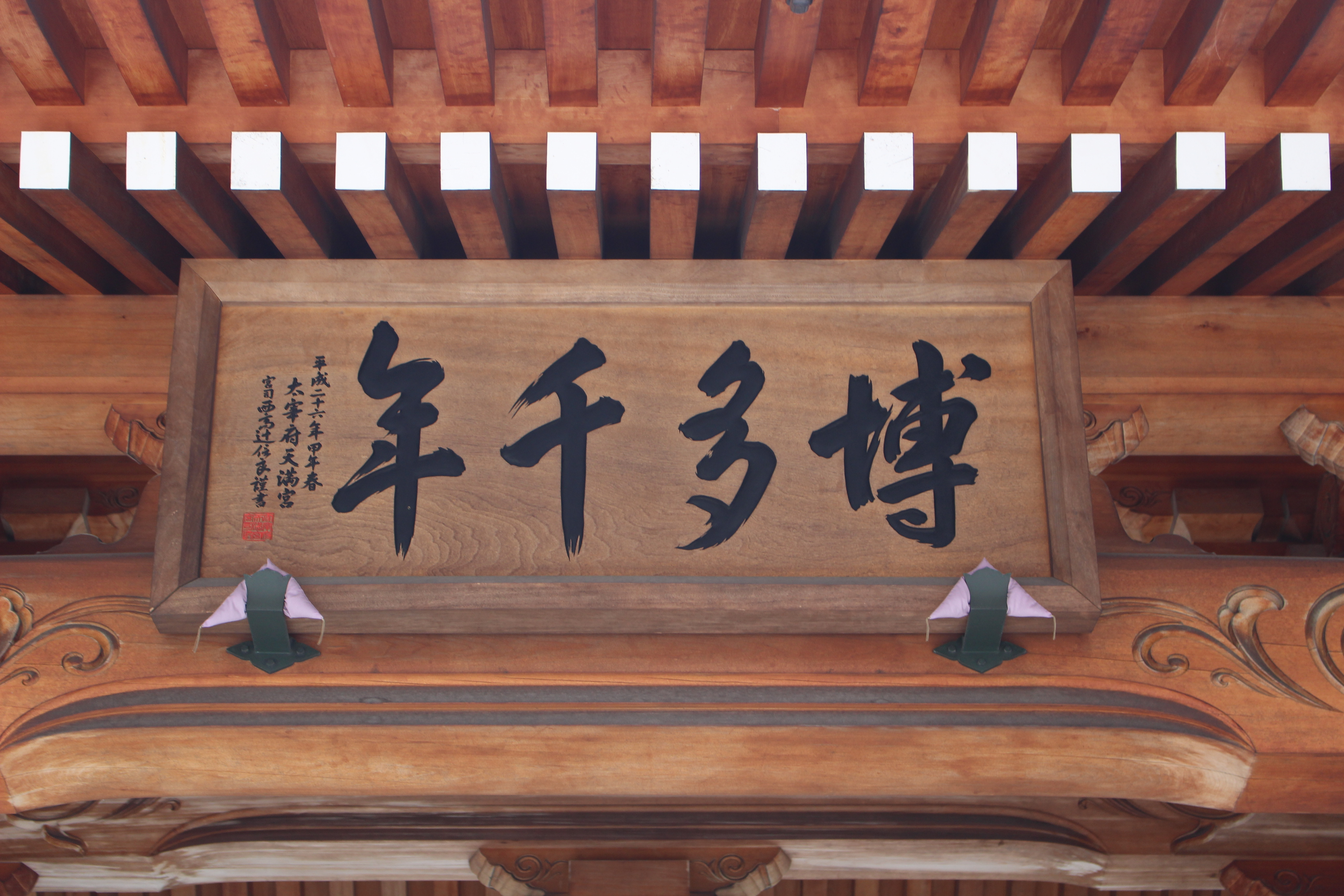
表の扁額「博多千年」

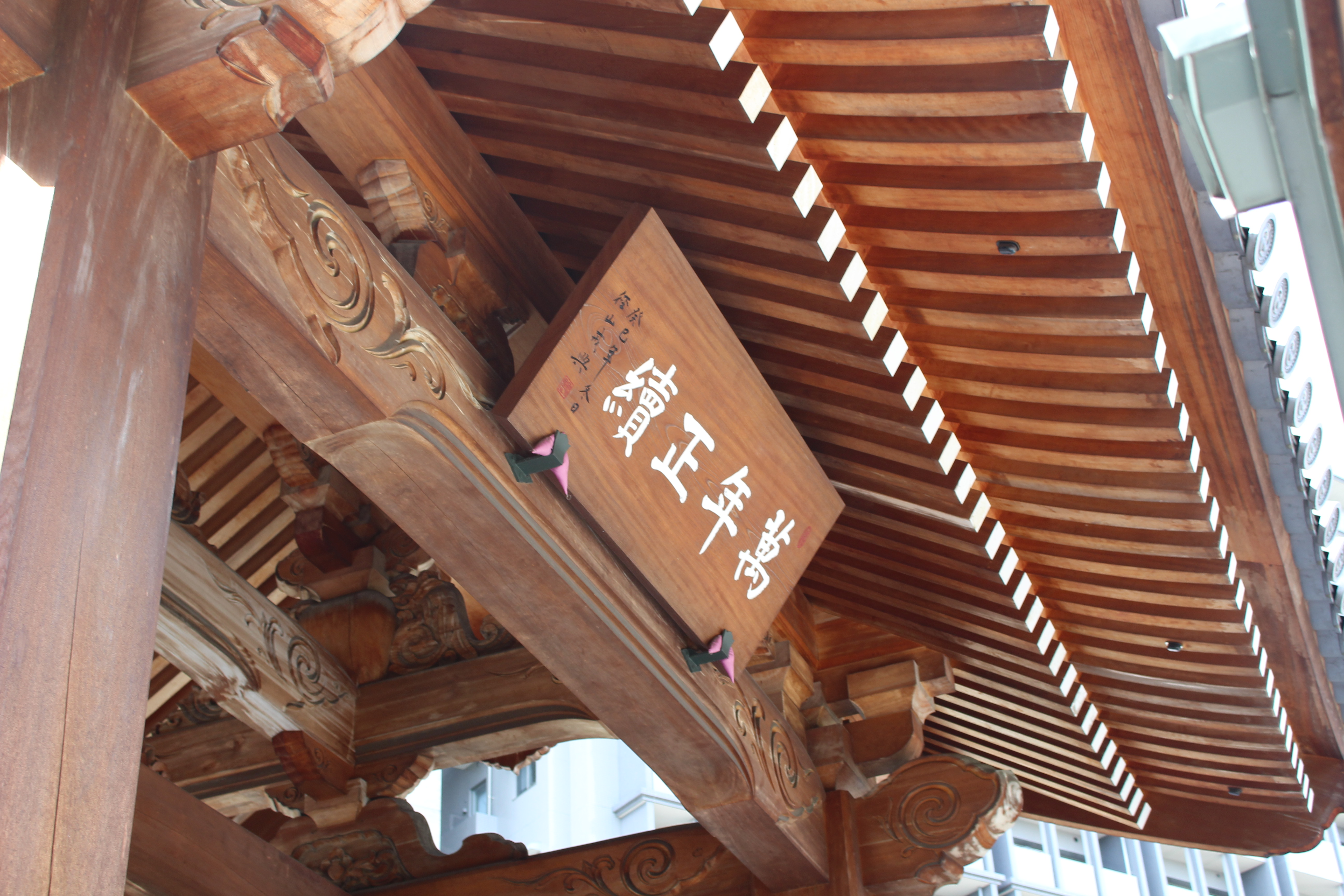
見返しの扁額「萬年正續」

## 欄間
門の欄間の彫刻には博多織の献上柄が採用されている。
表の欄間の柄は「独鈷模様　孝行縞」、見返しの欄間の柄は「華皿模様　子持ち縞」となっている。

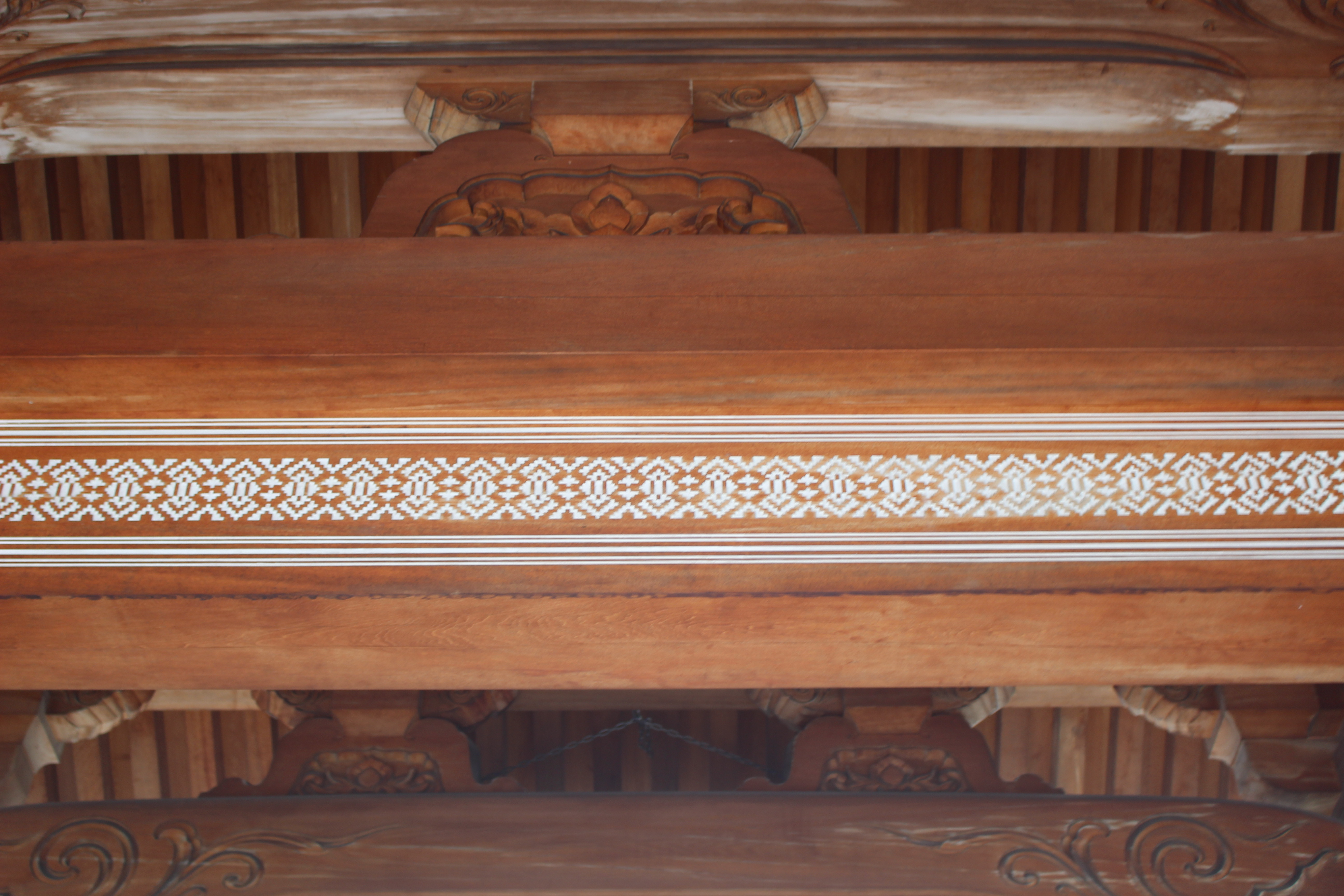
表の欄間

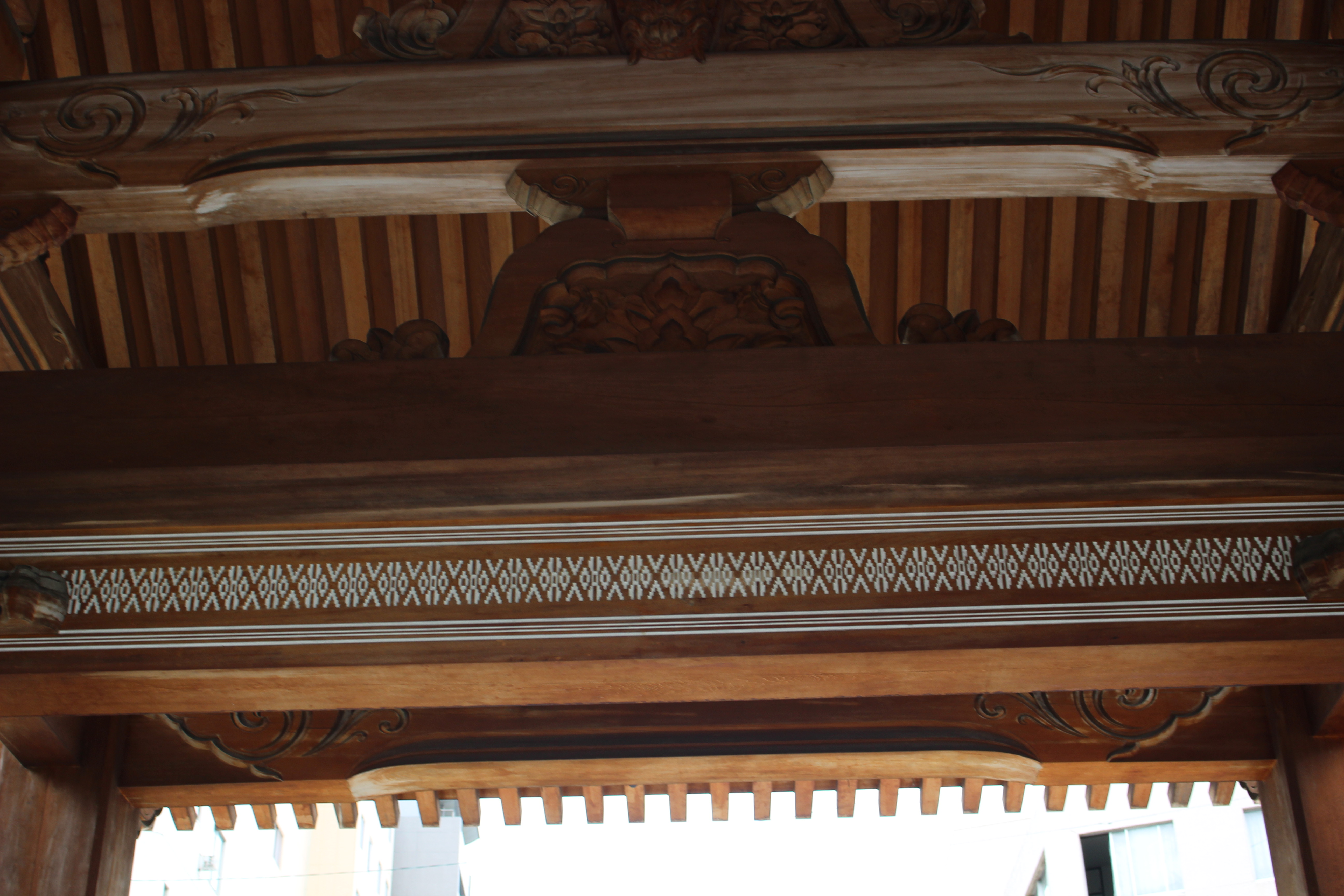
見返しの欄間

## キャラクター
2021年に博多千年門のキャラクター「せんねもん」が誕生した  。
条件を満たして申請が通れば、無料でイラストを使うことができる。

## 交通
- JR博多駅から徒歩8分（650m）
- 西鉄バス祇園町バス停から徒歩5分（450m）
- 福岡市地下鉄空港線祇園駅4番出口から徒歩4分（320m）